# 戎胥轩
胥轩（?—?），中国商朝人物。嬴姓。伯益與大廉的后裔。中衍的曾孙。他在西戎之地，与戎人一起生活，被称为戎胥轩。他与骊山女所生的儿子为中潏。胥轩是春秋战国时代秦国、赵国的祖先。
| 前任： 中衍 *曾祖, 戎胥轩的祖父和父的名字未知 | 秦国、趙國的祖先 | 繼任： 中潏 |